# Eunidia vansoni
Eunidia vansoni är en skalbaggsart som beskrevs av Stefan von Breuning 1981. Eunidia vansoni ingår i släktet Eunidia och familjen långhorningar.
Artens utbredningsområde är Zimbabwe. Inga underarter finns listade i Catalogue of Life.